# 道格·博尔斯托夫
F·道格拉斯·博尔斯托夫（英語：F. Douglas Bolstorff，1931年10月29日—），美国NBA联盟前职业篮球运动员。他在1957年的NBA选秀中第8轮第57顺位被底特律活塞选中。